# Kryterium Asów Polskich Lig Żużlowych im. Mieczysława Połukarda 1993
Kryterium Asów Polskich Lig Żużlowych im. Mieczysława Połukarda 1993 – 12. edycja turnieju żużlowego poświęconego pamięci polskiego żużlowca, Mieczysława Połukarda odbył się 21 marca 1993. Zwyciężył Tomasz Gollob.

## Wyniki
- 21 marca 1993 (poniedziałek), Stadion Polonii Bydgoszcz
- NCD: Tomasz Gollob – 65,80 w wyścigu 2
- Sędzia: Włodzimierz Kowalski

| Msc. | Zawodnik                 | Klub         | Pkt |             |  |
| ---- | ------------------------ | ------------ | --- | ----------- |  |
| 1    | (5) Tomasz Gollob        | Bydgoszcz    | 14  | (3,3,2,3,3) |  |
| 2    | (6) Andrzej Huszcza      | Zielona Góra | 12  | (2,3,3,1,3) |  |
| 3    | (4) Robert Sawina        | Toruń        | 10  | (3,2,3,0,2) |  |
| 4    | (2) Wojciech Załuski     | Opole        | 9   | (0,1,3,2,3) |  |
| 5    | (7) Eugeniusz Skupień    | Bydgoszcz    | 9   | (0,3,1,3,2) |  |
| 6    | (8) Jacek Krzyżaniak     | Toruń        | 9   | (1,3,3,1,1) |  |
| 7    | (10) Jarosław Olszewski  | Gdańsk       | 9   | (2,0,2,2,3) |  |
| 8    | (15) Jacek Gollob        | Bydgoszcz    | 8   | (3,0,1,2,2) |  |
| 9    | (14) Piotr Świst         | Gorzów Wlkp. | 7   | (1,2,2,1,1) |  |
| 10   | (13) Waldemar Cieślewicz | Bydgoszcz    | 6   | (0,1,0,3,2) |  |
| 11   | (11) Roman Jankowski     | Leszno       | 6   | (3,1,2,0,0) |  |
| 12   | (9) Sławomir Drabik      | Częstochowa  | 6   | (0,2,1,3,d) |  |
| 13   | (1) Tomasz Kornacki      | Bydgoszcz    | 5   | (2,0,1,2,0) |  |
| 14   | (16) Dariusz Stenka      | Lublin       | 4   | (2,1,0,0,1) |  |
| 15   | (3) Jacek Gomólski       | Gniezno      | 4   | (1,2,0,1,u) |  |
| 16   | (12) Jacek Rempała       | Tarnów       | 2   | (1,0,0,0,1) |  |
|      | rez. Robert Bonin        | Bydgoszcz    |     | (ns)        |  |
|      | rez. Tomasz Kamiński     | Bydgoszcz    |     | (ns)        |  |

Bieg po biegu
1. [66,36] Sawina, Kornacki, Gomólski, Załuski
2. [65,80] T. Gollob, Huszcza, Krzyżaniak, Skupień
3. [67,23] Jankowski, Olszewski, Rempała, Drabik
4. [66,43] J. Gollob, Stenka, Świst, Cieślewicz
5. [66,24] T. Gollob, Drabik, Cieślewicz, Kornacki
6. [66,67] Huszcza, Świst, Załuski, Olszewski
7. [66,30] Skupień, Gomólski, Jankowski, J. Gollob
8. [66,74] Krzyżaniak, Sawina, Stenka, Rempała
9. [66,90] Huszcza, Jankowski, Kornacki, Stenka
10. [66,27] Załuski, T. Gollob, J. Gollob, Rempała
11. [66,96] Krzyżaniak, Świst, Drabik, Gomólski
12. [67,16] Sawina, Olszewski, Skupień, Cieślewicz
13. [67,56] Skupień, Kornacki, Świst, Rempała
14. [66,99] Cieślewicz, Załuski, Krzyżaniak, Jankowski
15. [66,55] T. Gollob, Olszewski, Gomólski, Dudek
16. [66,39] J. Gollob, Gomólski, Stenka, Stenka
17. [67,08] Olszewski, J. Gollob, Krzyżaniak, Kornacki
18. [67,78] Załuski, Skupień, Stenka, Drabik
19. [67,64] Huszcza, Cieślewicz, Rempała, Gomólski
20. [66,49] T. Gollob, Sawina, Świst, Jankowski
21. Bieg dodatkowy o Puchar Redaktora Naczelnego Gazety Pomorskiej: T. Gollob, J.Krzyżaniak, R.Sawina, E.Skupień